# Sân vận động Ahmadou Ahidjo

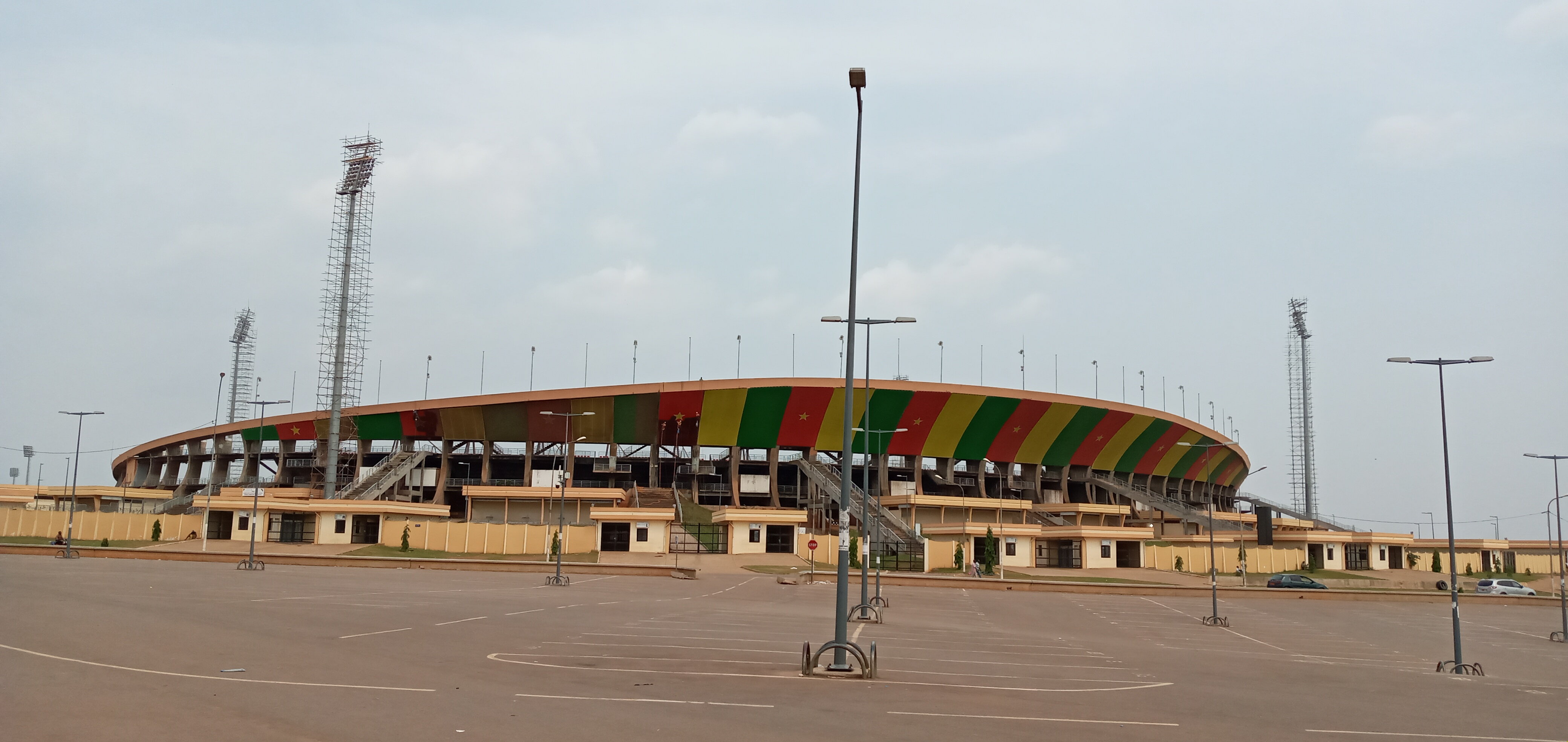
Sân vận động Ahmadou Ahidjo, Mfandena, Yaoundé

Sân vận động Ahmadou Ahidjo (tiếng Pháp: Stade Ahmadou Ahidjo, tiếng Anh: Ahmadou Ahidjo Stadium) là một sân vận động đa năng ở Yaoundé, Cameroon. Sân được sử dụng chủ yếu cho các trận đấu bóng đá và cũng có các cơ sở vật chất cho điền kinh. Sân được xây dựng vào năm 1972. Sân vận động đã được cải tạo vào năm 2016 để phục vụ cho giải đấu Cúp bóng đá nữ châu Phi 2016. Sân có sức chứa 42.500 chỗ ngồi. Đây là sân nhà của Canon Yaoundé, Tonnerre Yaoundé và câu lạc bộ bóng đá nữ Louves Minproff. Đây cũng là sân nhà của đội tuyển bóng đá quốc gia Cameroon, đội đã thu hút lượng khán giả đến sân kỷ lục là 120.000 người trong một trận đấu bóng đá vào những năm 1980. Sân vận động này là một trong những địa điểm tổ chức Cúp bóng đá châu Phi 2021.